# La construcción del personaje
«La construcción del personaje» (en ruso, Работа актера над собой) es el segundo de los tres libros del actor y director Konstantín Stanislavski sobre su método para aprender el arte de actuar. Fue publicado por primera vez en ruso en 1948.
En el trabajo más leído de Stanislavski, «Un actor se prepara», describe un proceso mediante el cual un actor imagina el personaje en el que se convertirá. En «La construcción del personaje», explica que las expresiones externas del personaje deben fluir de la vida interior de ese personaje: sus recuerdos, creencias, preocupaciones... etc. Luego elabora formas en que la forma de hablar, vestimenta y movimiento del actor (gestos, expresiones faciales, etc.) evidencian la experiencia interna del personaje.
«Creando un rol» es el último libro de la trilogía, publicado en 1957.

## Historia
«La construcción del personaje» es el tercer volumen en un conjunto de tres volúmenes que Stanislavski escribió que creó un método para que los actores desarrollen técnicas, actuación y personajes para el arte de la actuación. El primer volumen, «Mi vida en arte», describe la experiencia de Stanislavski actuando en el Teatro de Arte de Moscú. El segundo volumen, «Un actor se prepara», explora cómo se preparan los actores y los procesos internalizados que los actores experimentan cuando se preparan para el escenario.
El siguiente volumen es «La construcción del personaje». Este volumen examina el cuerpo exteriorizado y los mecanismos externos al cuerpo. La construcción de un personaje en este trabajo incluye la inflexión, la dicción y el tono de la voz. También incluye la marcha y el movimiento del cuerpo, así como la interacción del cuerpo con los accesorios y con otros cuerpos. Este volumen también se extiende al uso y uso de disfraces, incluida la forma en que el actor los usa y los usa para enriquecer al personaje retratado en el escenario.
La teoría de Stanislavski transformó tanto las formas de actuar que su método, que es similar a la teoría de control, ahora se conoce como «el método».

## Recepción
Los críticos tienden a estar de acuerdo en que los volúmenes de Stanislavski son algunos de los libros más completos y útiles para los actores que intentan construir su oficio y personajes escénicos. La serie, especialmente «La construcción del personaje», se centra más en la destreza que en la literatura y el drama. Antes de la publicación de «La construcción del personaje», había una brecha seria en los manuales para los actores en la construcción de un personaje para el escenario a través de la mecánica de actuación.
Sin embargo, mientras el libro llena los vacíos en el arte de actuar, los críticos argumentan que el desarrollo de un personaje en el escenario y la evolución del arte de actuar de un individuo es difícil de obtener a través de la lectura. Por el contrario, las habilidades de actuación y el desarrollo del carácter se producen a través de la práctica, la experiencia y la adaptación a los escenarios que ocurren en el escenario.
El libro en sí también está históricamente influenciado por la cultura y el teatro rusos, así como por el teatro europeo, antes de la Primera Guerra Mundial. Todavía hoy ciertos métodos son usados por algunos actores.